# 혁신동 (대구)
혁신동(革新洞)은 대한민국 대구광역시 동구의 행정동으로, 경부고속도로 이북의 안심3·4동 신서혁신도시 일대 지역을 분리하여 2020년 7월 6일에 신설했다. 

## 역사
- 1895년 6월 23일(음력 윤5월 1일) 대구부 하양군 안심면, 경산군 북면[1]
- 1896년 8월 4일 경상북도 하양군 안심면, 경산군 북면[2]
- 1914년 4월 1일 경상북도 경산군 안심면[3]

| 조선총독부령 제111호 | |
| 구 행정구역 | 신 행정구역                                                                                           |
| 경산군 북면 금강동, 내곡동, 대촌동/임천동, 동호동, 사복동, 상동동/마여동, 금호동/서호동, 중리동/숙천동, 신기동, 구룡동/금계동, 구암동/하율동, 율하동 | 안심면 금강동, 내곡동, 대림동, 동호동, 사복동, 상매동, 서호동, 숙천동, 신기동, 용계동, 율암동, 율하동 |
| 하양군 안심면 각산동/하막동, 송전동/괴동, 내상동/내하동, 매여동, 신중동/서동                                                                         | 안심면 각산동, 괴전동, 동내동, 매여동, 신서동                                                         |
- 1973년 7월 1일 경상북도 경산군 안심읍[4]
- 1981년 7월 1일 대구직할시 동구 안심출장소[5][6]
- 1982년 9월 1일 안심1동, 안심2동, 안심3동 설치
- 1983년 3월 15일 안심4동 설치
- 1995년 1월 1일 대구광역시 동구 안심출장소, 안심1동, 안심2동, 안심3동, 안심4동[7]
- 1998년 9월 1일 안심3동, 안심4동을 합동하여 안심3·4동으로 개편
- 1998년 9월 21일 안심출장소 폐지
- 2020년 7월 6일 안심3·4동의 경부고속도로 이북 지역을 분리하여 행정동 혁신동 신설